# Salma Frances Mancell-Egala
Salma Frances Mancell-Egala là một nhà ngoại giao Ghana và là thành viên của Đảng Yêu nước mới của Ghana. Cô hiện là đại sứ của Ghana tại Thổ Nhĩ Kỳ.

## Đại sứ bổ nhiệm
Vào tháng 7 năm 2017, Tổng thống Nana Akuffo-Addo đã chỉ định Salma Mancell-Egala làm đại sứ của Ghana tại Thổ Nhĩ Kỳ. Cô là một trong số hai mươi hai người Ghana nổi tiếng khác, những người được chỉ định đứng đầu nhiều nhiệm vụ ngoại giao của Ghana trên thế giới.